# کوتسن
کوتسن (به آلمانی: Kotzen) یک شهر در آلمان است که در هافه‌لانت واقع شده‌است. کوتسن ۶۴۳ نفر جمعیت دارد.